# Nain (Irán)

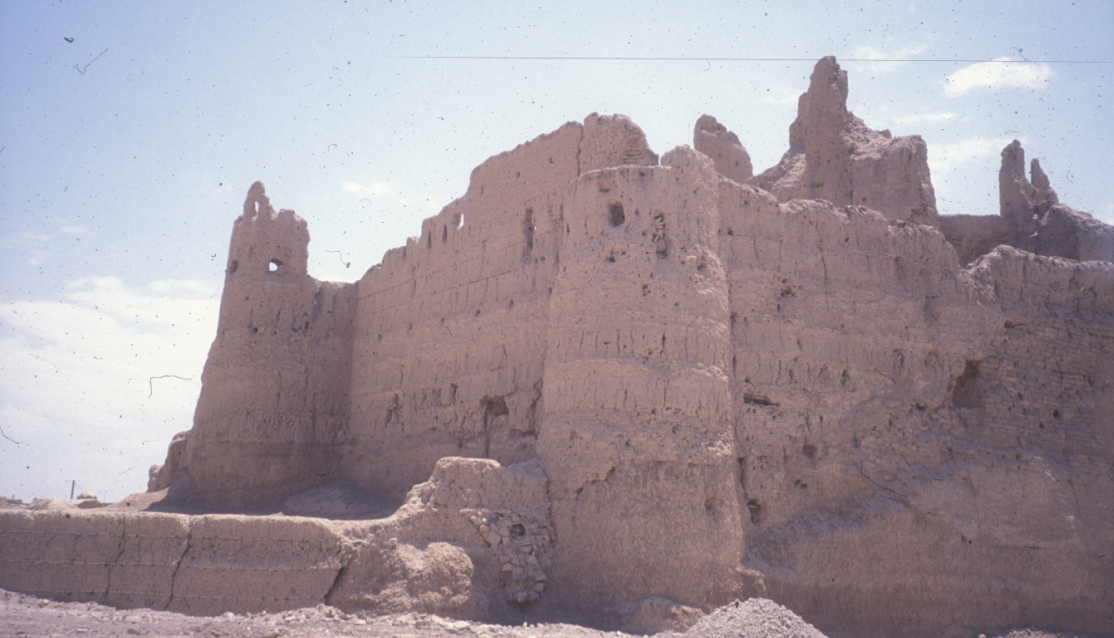
Fortaleza

Nain (persa: نایین←) es una ciudad y municipio del centro de Irán a 1.408 metros de altura, cerca del desierto de Kavir, en la ruta entre Yedz, Isfahán y Qom. Es capital del condado del mismo nombre en la provincia de Isfahán. Su población era de 24.424 habitantes en 2006, y el condado tenía una población estimada ligeramente por debajo de los 70.000 habitantes.
Los cronistas musulmanes son los primeros que la citan y la sitúan en Fars, en la región natural de los sardsir, la más alta y fresca. Dependió a veces de Isfahán y otras veces de Yedz. Existía una fortaleza de la que todavía quedan restos de construcción árabe, denominada Narin Ghaleh. Se dice que en las montañas próximas existía alguna mina de plata. Actualmente se producen tapices. Su gran mezquita es del siglo X.